# North Clifton
North Clifton is een civil parish in het bestuurlijke gebied Newark and Sherwood, in het Engelse graafschap Nottinghamshire. In 2001 telde het civil parish 172 inwoners.